# Дон Корнелл
Дон Корне́лл (англ. Don Cornell, имя при рождении: Луи́джи Вала́ро; 21 апреля 1919 — 23 февраля 2004, Авентура) — американский певец, популярный в 1940-х, 1950-х годах и начале 1960-х годов. За свою более чем 50-летнюю карьеру продал более 50 миллионов дисков. Обладал гладким и при этом мощным баритоном.
Как писал в 2000-х годах автор биографии певца на музыкальном сайте AllMusic, «Дон Корнелл — один из дольше всего [активных] и последних активных певцов биг-бэндовой эры. Всё ещё выступающий в начале XXI века, он более молодой современник Фрэнка Синатры и Перри Комо и одна из последних поющих звёзд предроковой эры 1950-х годов, кто [с тех пор] поддерживает активную карьеру, вот уже 50 лет и больше».

## Биография
Луи́джи Франчи́ско Вала́ро (итал. Luigi Francisco Valaro) родился в Бронксе, город Нью-Йорк. Выступал в биг-бэнде трубача Реда Николса, потом в биг-бэнде бэнд-лидера Сэмми Кея, потом начал сольную карьеру.
Среди его хитов — «It Isn’t Fair», «I’m Yours», «I’ll Walk Alone» и «Hold My Hand».
Его версия песни «Hold My Hand» продалась в более чем миллионе экземпляров и достигла 1 места в Великобритании (в сингловом чарте) в 1954 году.

## Дискография
- См. статью «Don Cornell § Hit records» в английском разделе.